# Cosmophasis umbratica
Cosmophasis umbratica är en spindelart som beskrevs av Simon 1903. Cosmophasis umbratica ingår i släktet Cosmophasis och familjen hoppspindlar. Inga underarter finns listade i Catalogue of Life.